# Kamelija Cekowa
Kamelija Nikołaewa Cekowa (bg. Камелия Николаева Цекова; ur. 12 marca 1979) – bułgarska zapaśniczka walcząca w stylu wolnym. Zajęła piąte miejsce na mistrzostwach świata w 2000. Brązowa medalistka mistrzostw Europy w 2000 i 2001; szósta w 2002 i 2003 roku.